# Miguel Couto
Miguel de Oliveira Couto (Rio de Janeiro, 1 de maio de 1865 — Rio de Janeiro, 6 de junho de 1934) foi um médico clínico geral, político e professor brasileiro.

## Biografia
Filho de Francisco de Oliveira Couto e de Maria Rosa do Espírito Santo, pai de Miguel Couto Filho e de Elza Couto Bastos Netto. Diplomou-se pela Academia Imperial de Medicina em 1883, foi assistente da cadeira de Clínica Médica até doutorar-se em 1885. Membro-titular da Academia Nacional de Medicina desde 1886, foi eleito seu presidente em 1914 e reconduzido ao cargo até seu falecimento em 1934. Titular de três cátedras na Faculdade de Medicina do Rio de Janeiro. Foi eleito membro da Academia Brasileira de Letras em 1916.
Pesquisador na área de saúde pública, deixou extensa obra nesse setor. Desde 1927, presidente-honorário da Associação Brasileira de Educação. Na cerimônia em que lhe foi conferido o título, proferiu conferência cujo título se tornou um lema da associação na época: "No Brasil, só há um problema: a educação do povo". Deixou vasta obra, destacando-se: "Contribuição para o Estudo das Desordens Funcionais do Pneumogástrico na Influenza"; A Gangrena Gasosa Fulminante"; "Diagnóstico Precoce da Febre Amarela pelo Exame Espectroscópico da Urina" e "Lições de Clínica Médica".
Foi deputado na Assembleia Nacional Constituinte de 1934 eleito pelo então Distrito Federal. Preocupado com o expansionismo japonês na época, defendeu a restrição na Imigração japonesa no Brasil. Tendo apresentado uma emenda constitucional com a participação de inúmeros constituintes, foi  aprovada por larga maioria de uma emenda constitucional que estabelecia cotas de imigração sem fazer menção a raça ou nacionalidade, e que proibia a concentração populacional de imigrantes. Segundo o texto constitucional, o Brasil só poderia receber, por ano, no máximo dois por cento do total de imigrantes da cada nacionalidade que havia ocorrido nos últimos cinquenta anos. Como havia um crescente número de imigrantes japoneses, a aplicação da emenda afetou a estes em especial.
Morreu no dia 6 de junho de 1934, na sua cidade natal, em função de um ataque violento de “angina pectoris” em pleno exercício do mandato.
O seu nome batiza o Hospital Municipal Miguel Couto, na cidade do Rio de Janeiro, referência nacional em ortopedia e em traumatologia.